# شینوهارا ناگافوسا
شینوهارا ناگافوسا (به ژاپنی: 篠原長房); سامورایی یکی از ملازمان میوشی یوشی‌کاتا (۱۵۲۷ – مرگ ۱۵۶۲) (برادر کوچکترِ رهبر خاندان میوشی، میوشی ناگایوشی)، اهل ژاپن در اواخر دوره سنگوکو بود. وی صاحب قلعه اوئه‌زاکورا در بخش اوئه، توکوشیما در ولایت آوا بود. پس از کشته شدن ارباب خود میوشی یوشی‌کاتا در نبرد کومه‌دا از پسر ارشد وی بنام میوشی ناگاهارو که هنگام مرگ پدر هنوز  ۸ سال داشت، حمایت کرد. وی در زمانی که میوشی ناگایوشی (۱۵۲۲- مرگ ۱۵۶۴) رهبر خاندان میوشی قدرت خود را در کینای (نواحی اطراف پایتخت) گسترش می‌داد، ولایت آوا را به نیابت از ناگاهارو اداره می‌کرد.
وی در مواقع لازم از ولایت آوا و ولایت سانوکی لشکر فراهم آورده و به کینای (نواحی اطراف پایتخت) لشکرکشی می‌کرد.